# Nigeria, We Hail Thee
Nigeria, We Hail Thee (en français : Nigéria, nous te saluons) est l'hymne national du Nigéria. Il est l'hymne national du pays de l'indépendance vis-à-vis du Royaume-Uni le 1er octobre 1960 jusqu'en 1978, année durant laquelle Arise Oh Compatriots, Nigeria's Call Obey a été adopté comme hymne national à la place. Ce dernier a été utilisé jusqu'au 29 mai 2024, où Nigeria, We Hail Thee a été réadopté en tant que son remplaçant.

## Histoire
Nigeria, We Hail Thee a été adopté comme le premier hymne national du Nigéria indépendant le 1er octobre 1960. Ses paroles ont été écrites par Lillian Jean Williams, un Britannique vivant au Nigéria au moment de l'indépendance, et sa musique a été composée par Frances Benda,. L'hymne a été utilisé pendant 18 ans avant son remplacement par Arise Oh Compatriots.
L'Assemblée nationale du Nigéria a voté une loi le 23 mai 2024 visant à abolir l'usage de Arise, O Compatriots et le remplacer par son prédécesseur, Nigeria, We Hail Thee. Elle a été promulguée six jours plus tard par Bola Tinubu,.

## Paroles

### Anglais
Nigeria, we hail thee,
Our own dear native land,
Though tribe and tongue may differ,
In brotherhood we stand,
Nigerians all, and proud to serve
our sovereign motherland.
Our flag shall be a symbol,
That truth and justice reign,
In peace or battle honoured,
And this we count as gain
To hand on to our children
A banner without stain
O Lord of all creation,
Grant this our one request
Help us to build a nation
Where no man is oppressed
And so, with peace and plenty,
Nigeria may be blessed.

### Hausa
Nijeriya za mu yi maka kuka,
Kasashenmu na asali,
Ko da yake kabila da harshe na iya bambanta,
A cikin 'yan uwantaka mun tsaya,
'Yan Nijeriya duka, suna alfaharin yin aiki
Ƙasarmu ta ƙasarmu.
Tutar mu zai zama alama
Wannan gaskiya da adalci ke mulki,
A cikin zaman lafiya ko yaki,
Kuma wannan mun ƙidaya a matsayin riba,
Don mika wa yara
Banner ba tare da tabo ba.
Ya Allah na dukan halitta,
Ka ba wannan buƙatar mu ɗaya,
Taimaka mana mu gina al'umma
Inda ba wanda aka zalunta,
Sabili da haka da zaman lafiya da yalwa
Nijeriya na iya samun albarka.

### Igbo
Naijiria anyi gua gi,
Ala anyi di ala,
Ọ bụ ezie na ebo na ire nwere ike ịdị iche,
N'etiti ụmụnna anyị na-eguzo,
Ndị Nigerians niile, na-enwe obi ụtọ ije ozi
Ala nna anyi nke mba anyi.
Ọkọlọtọ anyị ga-abụ ihe nnọchianya
Eziokwu na ikpe ziri ezi na-achị,
Na udo ma ọ bụ agha agha,
Na nke a anyị gụrụ dị ka uru,
Iji nyere ụmụ anyị aka
A ọkọlọtọ na-enweghị ntụpọ.
O Chineke nke ihe nile e kere eke,
Nye ihe a otu arịrịọ anyị,
Nyere anyi aka iwulite mba
N'ebe a na-emegbu mmadụ,
Ya mere na udo na ọtụtụ
Naijiria nwere ike gọzie.

### Yoruba
Nigeria a yìn ọ,
Ile-ilẹ ara ilu wa,
Bi o tilẹ jẹ pe ede ati ede le yato,
Ni ẹgbẹ ẹgbẹ wa duro,
Gbogbo eniyan ni orile-ede Niger ni igberaga lati sin
Ile-Ile Ijọba wa.
Asia wa yoo jẹ aami kan
Otit ati ododo yii j ba,
Ni alaafia tabi ọṣọ ogun,
Ati eyi ti a kà bi ere,
Lati fi ọwọ si awọn ọmọ wa
A asia ti ko ni idoti.
Iwọ Ọlọrun ti gbogbo ẹda,
Fun wa ni ibeere kan wa,
Ran wa lọwọ lati kọ orilẹ-ede kan
Nibo ti a ko ni eniyan ni inunibini,
Ati bẹ pẹlu alafia ati opolopo
Nigeria le jẹ alabukunfun.

## Traduction en français
Nigéria, nous te saluons,
Notre propre cher pays natif,
Quoique tribu et langue peuvent différer,
En fraternité nous attendons,
Nigerians tous, et fiers à servir
Notre patrie souveraine.
Notre drapeau sera un symbol,
Que la verité et la justice règnent,
En paix ou en bataille honoré,
Et ceci nous comptons comme gain,
À transférer à nos enfants
Une bannière sans tache.
O Seigneur de toute la création,
Attribuez ceci, notre seule requête,
Aidez-nous à bâtir une nation
Où personne n'est pas réprimé,
Et alors, avec paix et abondance,
Il se peut que Nigéria soit bénit.

## Critiques
Lors de la première adoption de l'hymne en 1960, une campagne menée par le Daily Service, un journal édité par l'organisation yoruba Egbé Ọmọ Odùduwà et s'opposant à l'hymne nouvellement adopté, a mené à la création d'un comité visant à collecter des signatures pour une pétition.
L'hymne a de nouveau été critiqué en 2024 après sa réadoption, les opposants critiquant l'absence de consultation à propos du projet de loi sur sa réadoption ainsi que les priorités du gouvernement sous le président Bola Tinubu. Oby Ezekwesili, ministre de l'Éducation du Nigéria de juin 2006 à avril 2007, a pointé du doigt la présence de mots considérés comme « péjoratifs » comme « terre native » ou « tribus », considérant le nouvel hymne comme étant peu adapté à son rôle, et a annoncé qu'elle continuerait de chanter l'ancien hymne national,. Une vidéo de la militante Aisha Yesufu la montre également refusant de chanter le nouvel hymne.
Mohammed Tahir Monguno, président de la commission parlementaire qui a soutenu le retour à cet hymne, a décrit la réadoption comme étant « appropriée, opportune et importante », tandis que Bola Tinubu a décrit l'hymne comme un symbole de la diversité du Nigéria,.